# Doctorat
El doctorat és el programa màxim d'educació superior de moltes universitats. Consisteix en un període de docència i un de recerca, amb la lectura pública en acabar d'un projecte o tesi doctoral sobre un tema especialitzat. El doctorat es diferencia del màster o altres programes similars perquè té un fort component teòric enfocat a dedicar-se a la recerca universitària. Equival al nivell 8 de l'ISCED. Hi ha cursos postdoctorals, que es consideren del mateix nivell ISCED que el doctorat perque sovint en són ampliacions o aplicacions.
D'acord amb la Declaració de Bolonya i el nou marc d'ensenyament superior a la Unió Europea correspon al tercer cicle dels estudis universitaris.
A Catalunya el doctorat és un requisit per ser professor titular universitari i catedràtic. Consta d'un màster, un treball que dona dret a un títol intermedi i la tesi final, elaborada individualment, amb l'ajuda d'un director de tesi i un tutor. Els doctorats s'adhereixen a departaments que representen les diferents divisions del coneixement. Tenen una durada variable, no inferior als tres anys. Poden complementar-se amb estades pre i postdoctorals per aprofundir en la recerca.